# 内村ダム
内村ダム（うちむらダム）は、長野県上田市丸子町（旧小県（ちいさがた）郡丸子町）、信濃川水系依田川支流内村川に建設されたダム。高さ 51.3 メートルの重力式コンクリートダムで、洪水調節、上田市を中心とした下流地域への不特定利水、上水道用水供給を目的とした多目的ダムである。ダム湖の名は鹿鳴湖（ろくめいこ）という。

## 歴史
内村川は、三才山峠を水源とし、東へと流下している。流域は降雨量が少ない地域で、古くから32基もの堰を築きかんがい用水を取水してきたが、しばしば水不足に陥った。上水道用水に関しても上田市を中心として人口増加による水需要増大により、鹿教湯地先、神橋地点にあった取水設備だけではまかないきれない状態になることが予想された。また、大雨によって出水した内村川は、しばしば水害をもたらした。1958年（昭和33年）には台風21号が大雨を降らせ、周辺の農地は水没、家屋は押し流され死者2名を出した。翌1959年（昭和34年）には台風7号による大雨で再び出水し、氾濫した河川は集落を孤立させ、死者2名を出した。短期間に重ねて被害を受けたことから、依田川総合開発の一環としての内村川治水対策は急務とされた。1972年（昭和47年）に実地調査が行われ、1974年（昭和49年）に着工。1983年（昭和58年）に完成した。

## 周辺
長野県内を東西に貫く三才山（みさやま）トンネル有料道路（国道254号）の東側出口付近にあり、鹿教湯（かけゆ）温泉で有名な土地であることからダム湖を鹿鳴湖と命名。周辺は公園として整備されており、ダム直下の河川公園では堤体を下から見上げることもできる。